# Comté de Douglas (Géorgie)
Pour les articles homonymes, voir Comté de Douglas.
Le comté de Douglas est l'un des comtés de l'État de Géorgie. Le chef-lieu du comté se situe à Douglasville.

## Démographie
| 1880  | 1890  | 1900  | 1910  | 1920   | 1930  |
| ----- | ----- | ----- | ----- | ------ | ----- |
| 6 934 | 7 794 | 8 745 | 8 953 | 10 477 | 9 461 |

| 1940   | 1950   | 1960   | 1970   | 1980   | 1990   |
| ------ | ------ | ------ | ------ | ------ | ------ |
| 10 053 | 12 173 | 16 741 | 28 659 | 54 573 | 71 120 |

| 2000   | 2010    | 2020    | - | - | - |
| ------ | ------- | ------- | - | - | - |
| 92 174 | 132 403 | 144 237 | - | - | - |